# Aires urbaines de Corée du Sud
 (juin 2023).
La mise en forme du texte ne suit pas les recommandations de Wikipédia : il faut le « wikifier ».
Les points d'amélioration suivants sont les cas les plus fréquents. Le détail des points à revoir est peut-être précisé sur la page de discussion.
- Les titres sont pré-formatés par le logiciel. Ils ne sont ni en capitales, ni en gras.
- Le texte ne doit pas être écrit en capitales (les noms de famille non plus), ni en gras, ni en italique, ni en « petit »…
- Le gras n'est utilisé que pour surligner le titre de l'article dans l'introduction, une seule fois.
- L'italique est rarement utilisé : mots en langue étrangère, titres d'œuvres, noms de bateaux, etc.
- Les citations ne sont pas en italique mais en corps de texte normal. Elles sont entourées par des guillemets français : « et ».
- Les listes à puces sont à éviter, des paragraphes rédigés étant largement préférés. Les tableaux sont à réserver à la présentation de données structurées (résultats, etc.).
- Les appels de note de bas de page (petits chiffres en exposant, introduits par l'outil «  Source ») sont à placer entre la fin de phrase et le point final[comme ça].
- Les liens internes (vers d'autres articles de Wikipédia) sont à choisir avec parcimonie. Créez des liens vers des articles approfondissant le sujet. Les termes génériques sans rapport avec le sujet sont à éviter, ainsi que les répétitions de liens vers un même terme.
- Les liens externes sont à placer uniquement dans une section « Liens externes », à la fin de l'article. Ces liens sont à choisir avec parcimonie suivant les règles définies. Si un lien sert de source à l'article, son insertion dans le texte est à faire par les notes de bas de page.
- La présentation des références doit suivre les conventions bibliographiques. Il est recommandé d'utiliser les modèles {{Ouvrage}}, {{Chapitre}}, {{Article}}, {{Lien web}} et/ou {{Bibliographie}}. Le mode d'édition visuel peut mettre en forme automatiquement les références.
- Insérer une infobox (cadre d'informations à droite) n'est pas obligatoire pour parachever la mise en page.

Pour une aide détaillée, merci de consulter Aide:Wikification.
Si vous pensez que ces points ont été résolus, vous pouvez retirer ce bandeau et améliorer la mise en forme d'un autre article.
 (juin 2022).
Si vous disposez d'ouvrages ou d'articles de référence ou si vous connaissez des sites web de qualité traitant du thème abordé ici, merci de compléter l'article en donnant les références utiles à sa vérifiabilité et en les liant à la section « Notes et références ».

## Liste des plus grandes aires urbaines de Corée du Sud

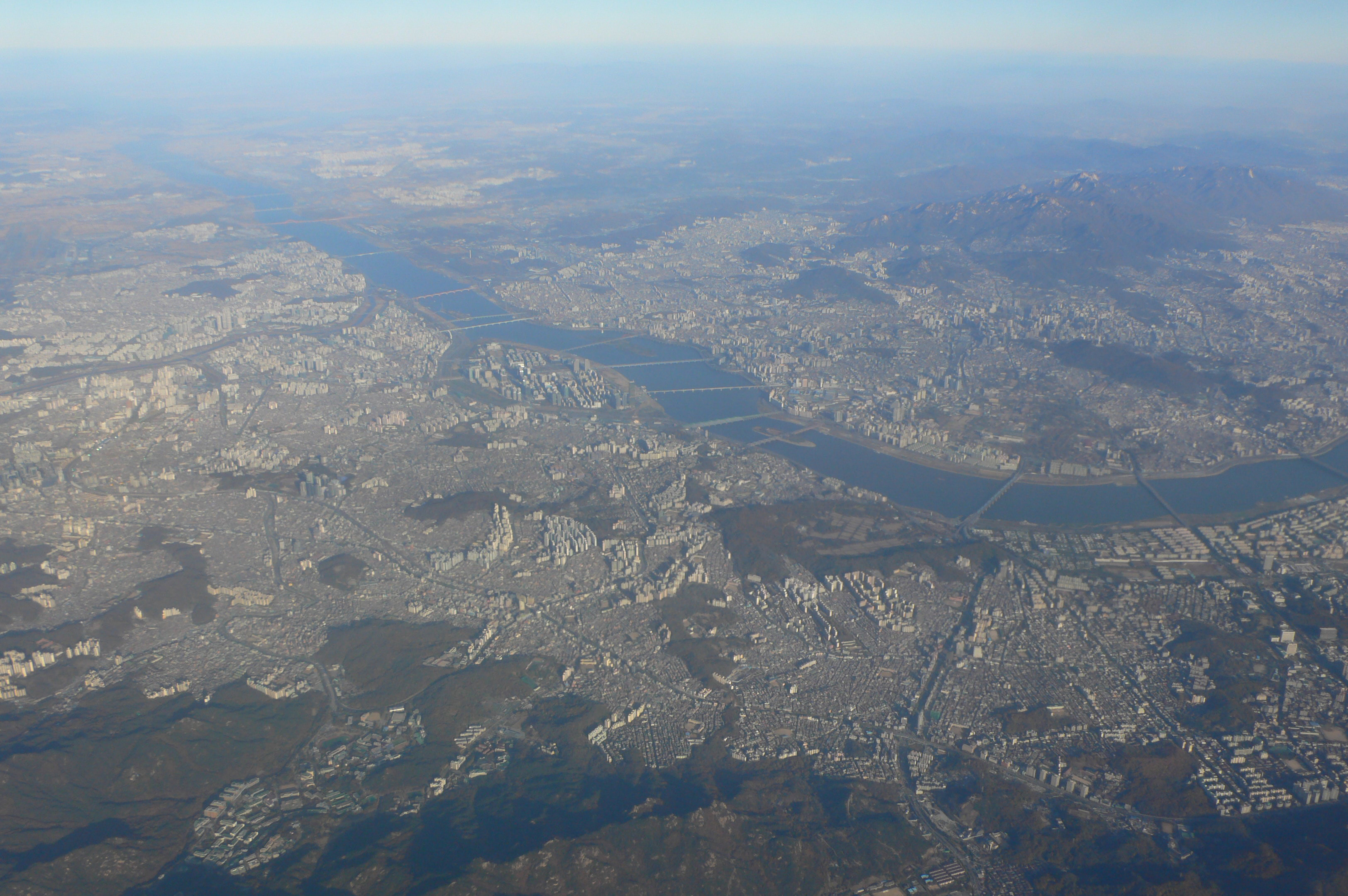
Vue aérienne de l'agglomération de Séoul (2008)

### Classement
Cette liste des aires urbaines sud-coréennes recense les quinze aires urbaines que compte le pays et sont classées selon leur population au recensement de 2022.
| Rang               | Aire urbaine       | Population 2022 | Population 2012 | Population 2002 | Population 1992 |
| ------------------ | ------------------ | --------------- | --------------- | --------------- | --------------- |
| 1                  | Séoul              | 27 464 782      | 24 157 400      | 21 369 381      | 18 440 732      |
| 2                  | Busan/Pusan        | 8 650 434       | 7 665 654       | 7 302 076       | 6 330 000       |
| 3                  | Daegu              | 3 584 283       | 3 718 404       | 3 795 879       | 3 817 853       |
| 4                  | Daejeon            | 2 246 491       | 2 327 866       | 2 254 744       | 2 038 790       |
| 5                  | Gwangju            | 1 844 454       | 1 905 000       | 1 848 000       | 1 748 000       |
| 6                  | Ulsan              | 1 726 937       | 1 396 000       | 1 248 000       | 1 045 000       |
| 7                  | Jeonju             | 1 052 484       | 1 022 000       | 941 000         | 891 000         |
| 8                  | Cheongju           | 856 650         | 860 000         | 814 000         | 765 000         |
| 9                  | Pohang             | 794 645         | 747 000         | 690 000         | 696 000         |
| 10                 | Suncheon           | 734 270         | 712 000         | 668 000         | 692 000         |
| 11                 | Cheonan            | 640 100         | 679 000         | 685 000         | 661 000         |
| 12                 | Jeju               | 479 279         | 461 900         | 513 000         | 387 881         |
| 13                 | Jinju              | 464 081         | 453 000         | 463 000         | 442 000         |
| 14                 | Gumi               | 430 320         | 368 000         | 281 000         | 217 000         |
| 15                 | Mokpo              | 248 450         | 291 000         | 307 000         | 334 000         |
| Population rurale  | Population rurale  | 625 960         | 2 499 676       | 3 815 664       | 3 822 415       |
| Total Corée du Sud | Total Corée du Sud | 51 843 620      | 49 263 900      | 46 995 744      | 42 328 671      |

## Cas-par-cas

### Aire urbaine de Séoul
L'aire urbaine de Séoul compte 27 464 782 habitants en 2022 soit environ la population de la Côte d'Ivoire (27 478 249 habitants) au 1er juillet 2021. Cela représente 53 % de la population totale de la Corée du Sud. C'est ainsi qu'on voit qu'en plus d'être le 3e pays au monde avec la plus forte densité de population hors micro-états (derrière le Bangladesh et Taïwan) avec près de 600 habitants/km2, la Corée du Sud figure parmi les pays les plus centralisés au monde.
Elle est composée de l'entièreté de la province du Gyeonggi-do, de la ville métropolitaine d'Incheon et de la province spéciale de Séoul.

#### Évolution de la population de l'aire urbaine de Séoul
| 2022       | 2022       | 2022       | 2012       | 2012       | 2012       | 2002       | 2002       | 2002       | 1992       | 1992       | 1992       |
| ---------- | ---------- | ---------- | ---------- | ---------- | ---------- | ---------- | ---------- | ---------- | ---------- | ---------- | ---------- |
| Gyeonggi   | Incheon    | Séoul      | Gyeonggi   | Incheon    | Séoul      | Gyeonggi   | Incheon    | Séoul      | Gyeonggi   | Incheon    | Séoul      |
| 13 811 676 | 3 324 357  | 10 328 749 | 11 779 061 | 2 604 883  | 9 773 456  | 9 103 490  | 2 381 597  | 9 884 294  | 6 102 851  | 1 794 059  | 10 543 822 |
| 27 462 782 | 27 462 782 | 27 462 782 | 24 157 400 | 24 157 400 | 24 157 400 | 21 369 381 | 21 369 381 | 21 369 381 | 18 440 732 | 18 440 732 | 18 440 732 |

L'aire urbaine de Séoul est aujourd'hui la 4e aire urbaine mondiale. En 2012, elle figurait en 5e position, tout comme en 2002. En 1992, elle n'était que 8e.
Des études de 2020 démontrent que la région de Séoul figurerait depuis des millénaires parmi les plus peuplées au monde.
L'aire urbaine de Séoul s'étend sur près de 11 852 km2 soit 11,81 % de la superficie totale du pays. Cela équivaut aussi à la superficie du Qatar (11 637 km2).
L'aire urbaine de Séoul compte une densité de population qui dépasse les 2 320 habitants/km2. La ville de Séoul en elle-même est la 2e ville mondiale en termes de densité de population derrière Dacca avec plus de 17 000 habitants/km2.

### Aire urbaine de Busan
L'aire urbaine de Busan compte 8 650 434 habitants en 2022 soit environ la population du Togo (8 644 829 habitants) au 1er juillet 2021. Cela représente environ 16,7 % de la population totale de la Corée du Sud.
Elle est composée de la province du Gyeongsang du Sud, de la ville de Yeosu et du district de Gwangyang dans la province du Jeolla du Sud ainsi que de la ville métropolitaine de Busan.

#### Évolution de la population de l'aire urbaine de Busan
| 2022              | 2022               | 2022      | 2012              | 2012               | 2012      | 2002              | 2002               | 2002      | 1992              | 1992               | 1992      |
| ----------------- | ------------------ | --------- | ----------------- | ------------------ | --------- | ----------------- | ------------------ | --------- | ----------------- | ------------------ | --------- |
| Gyeongsang du Sud | Yeosu et Gwangyang | Busan     | Gyeongsang du Sud | Yeosu et Gwangyang | Busan     | Gyeongsang du Sud | Yeosu et Gwangyang | Busan     | Gyeongsang du Sud | Yeosu et Gwangyang | Busan     |
| 4 338 552         | 517 615            | 3 794 267 | 3 734 654         | 504 891            | 3 426 109 | 3 709 856         | 477 339            | 3 114 881 | 3 788 261         | 439 026            | 2 686 410 |
| 8 650 434         | 8 650 434          | 8 650 434 | 7 665 654         | 7 665 654          | 7 665 654 | 7 302 076         | 7 302 076          | 7 302 076 | 6 913 697         | 6 913 697          | 6 913 697 |

L'aire urbaine urbaine de Busan est aujourd'hui la 59e aire urbaine mondiale. En 2012, elle figurait en 68e position et en 70e en 2002. En 1992, elle occupait une place plus élevée dans le classement (ceci est dû au fait que l'aire urbaine de Busan a augmenté de façon moins significative que la plupart des autres aires urbaines durant les années 1990) : elle était 67e.
L'aire urbaine de Busan s'étend sur près de 12 252 km2 soit 12,21 % de la superficie totale du pays. Cela équivaut aussi à la superficie du Vanuatu (12 189 km2).
L'aire urbaine de Busan compte une densité de population qui dépasse les 706 habitants/km2.

### Aire urbaine de Daegu
L'aire urbaine de Daegu compte 3 584 283 habitants en 2022 soit environ la population de l'Érythrée (3 620 312 habitants) au 1er juillet 2021. Cela représente environ 6,91 % de la population totale de la Corée du Sud.
Elle est composée des districts de Cheongdo, Chilgok, Goryeong et Seongju ainsi que des villes de Gyeongsan, Gumi et Gimcheon et de la ville métropolitaine de Daegu. Toutes ces entités, mise à part la ville métropolitaine de Daegu, sont situées dans la province du Gyeongsang du Nord.

#### Évolution de la population de l'aire urbaine de Daegu
| 2022          | 2022       | 2022      | 2012          | 2012       | 2012      | 2002          | 2002       | 2002      | 1992          | 1992       | 1992      |
| ------------- | ---------- | --------- | ------------- | ---------- | --------- | ------------- | ---------- | --------- | ------------- | ---------- | --------- |
| Jaebun* Ouest | Jaebun Est | Deagu     | Jaebun* Ouest | Jaebun Est | Deagu     | Jaebun* Ouest | Jaebun Est | Deagu     | Jaebun* Ouest | Jaebun Est | Deagu     |
| 806 943       | 349 662    | 2 427 678 | 822 291       | 394 870    | 2 501 243 | 829 114       | 424 957    | 2 541 808 | 841 006       | 440 275    | 2 536 572 |
| 3 584 283     | 3 584 283  | 3 584 283 | 3 718 404     | 3 718 404  | 3 718 404 | 3 795 879     | 3 795 879  | 3 795 879 | 3 817 853     | 3 817 853  | 3 817 853 |

*Jaebun (en hangeul : 재분) signifie subdivision et est un terme géographique utilisé en Corée pour découper de façon administrative les aires urbaines et dans certains cas les provinces.
Le Jaebun Ouest de Daegu est composé des districts de Chilgok et de Seongju ainsi que des villes de Gumi et Gimcheon. Tandis que son Jaebun Ouest est composé des districts de Goryeong et Cheongdo ainsi que de la ville de Gyeongsan.
Le classement exact de l'aire urbaine de Daegu au niveau mondial est en constante évolution, mais elle se situait à la date du 1er janvier 2020 à la 174e position. Au niveau asiatique, l'aire urbaine de Daegu occupe la 90e position. Elle était 84e en 2012, 82e en 2002 et 81e en 1992.
L'aire urbaine de Daegu s'étend sur 4 185 km2 soit 4,17 % de la superficie totale du pays. Cela équivaut aussi à la superficie du Cap-Vert (4 033 km2).
L'aire urbaine de Daegu compte une densité de population qui dépasse les 856 habitants/km2.

### Aire urbaine de Daejeon
L'aire urbaine de Daejeon compte 2 246 491 habitants en 2022 soit environ la population du Lesotho (2 281 454 habitants) au 1er juillet 2021. Cela représente environ 4,32% de la population totale de la Corée du Sud.
Elle est composée du district de Buyeo ainsi que des villes de Nonsan et Boryeong, de la ville nouvelle autonome de Sejong et de la ville métropolitaine de Daejeon. Toutes ces entités, mise à part la ville métropolitaine de Daegu et la ville nouvelle autonome de Sejong, sont situées dans la province du Chungcheong du Sud.

#### Évolution de la population de l'aire urbaine de Daejeon
| 2022      | 2022      | 2022           | 2012      | 2012      | 2012           | 2002      | 2002      | 2002           | 1992      | 1992      | 1992           |
| --------- | --------- | -------------- | --------- | --------- | -------------- | --------- | --------- | -------------- | --------- | --------- | -------------- |
| Daejeon   | Sejong    | Autres entités | Daejeon   | Sejong    | Autres entités | Daejeon   | Sejong    | Autres entités | Daejeon   | Sejong    | Autres entités |
| 1 498 839 | 351 007   | 396 645        | 1 668 647 | 121 206   | 538 013        | 1 641 993 | 68 143    | 544 608        | 1 519 590 | 42 628    | 476 572        |
| 2 246 491 | 2 246 491 | 2 246 491      | 2 327 866 | 2 327 866 | 2 327 866      | 2 254 744 | 2 254 744 | 2 254 744      | 2 038 790 | 2 038 790 | 2 038 790      |

Le gouvernement sud-coréen a pour objectif de faire la ville nouvelle autonome de Sejong une capitale d'ici 2030. Cela aurait pour avantage d'attirer des populations dans le centre et dans le sud du pays car comme vu plus tôt dans l'article, la Corée du Sud est un des pays les plus centralisés au monde et plus de la moitié de sa population se concentre dans l'agglomération de Séoul. Cela permettrait donc de redynamiser le pays sous un angle plus homogène. Sejong pourrait ainsi passer le cap des 500 000 habitants d'ici fin 2024. Cela fait désormais 5 ans que la croissance démographique de cette ville explose et désormais, ce sont les villes et districts alentour qui augmentent fortement. L'aire urbaine de Daejeon pourrait donc bien être la seule de Corée du Sud avec celle de Jeju à augmenter dans la deuxième partie de cette décennie et même par la suite.
Le classement exact de l'aire urbaine de Daejeon au niveau mondial est en constante évolution, mais elle se situait à la date du 1er janvier 2020 à la 287e position. Au niveau asiatique, l'aire urbaine de Daegu occupe la 142e position. Elle était 140e en 2012, 139e en 2002 et 144e en 1992.
L'aire urbaine de Daejeon s'étend sur 3 693 km2 soit 3,68 % de la superficie totale du pays. Cela équivaut aussi à la superficie du département de Tarn-et-Garonne (3 725 km2).
L'aire urbaine de Daejeon compte une densité de population qui dépasse les 608 habitants/km2.

## Galerie

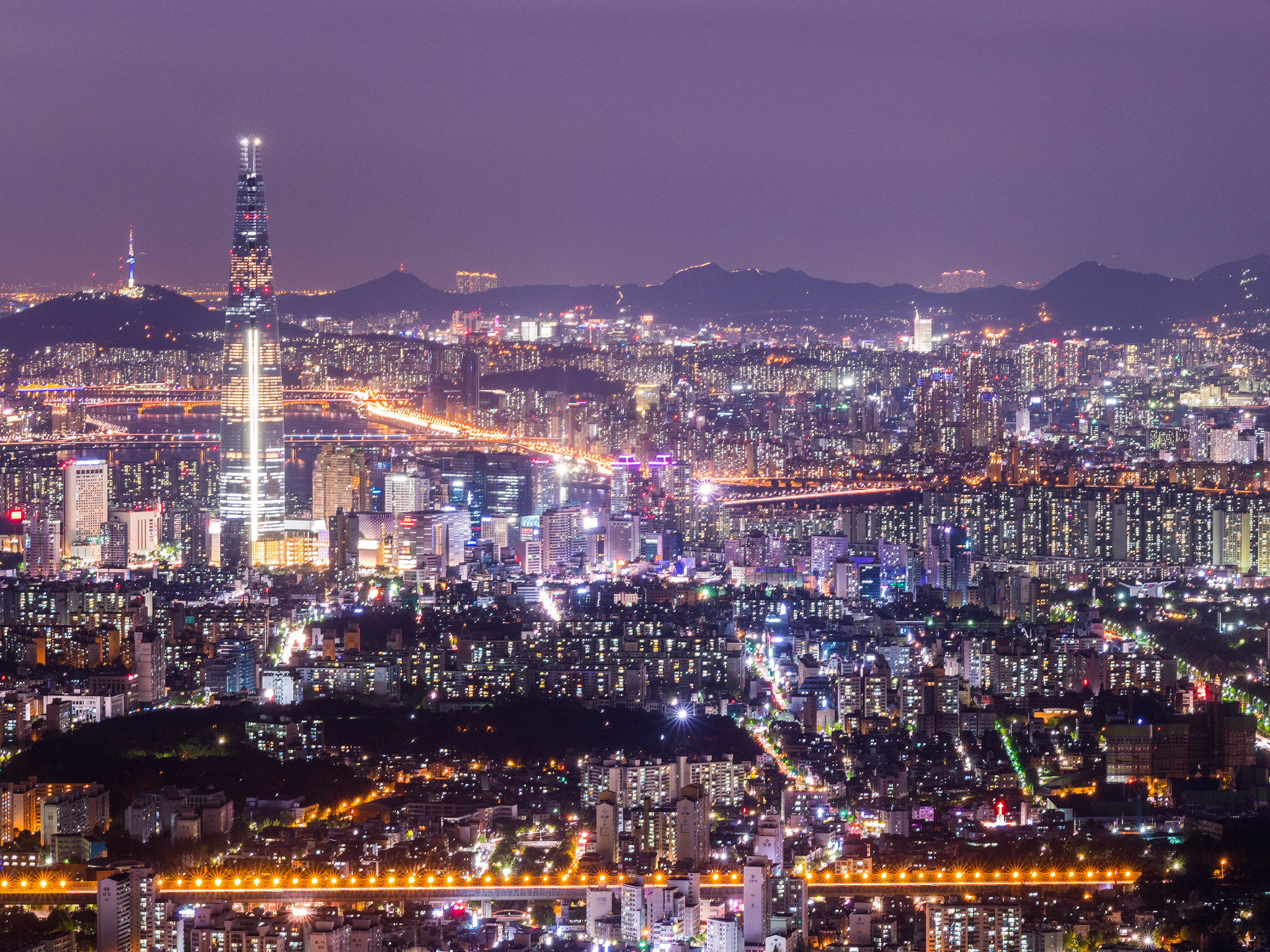
Séoul
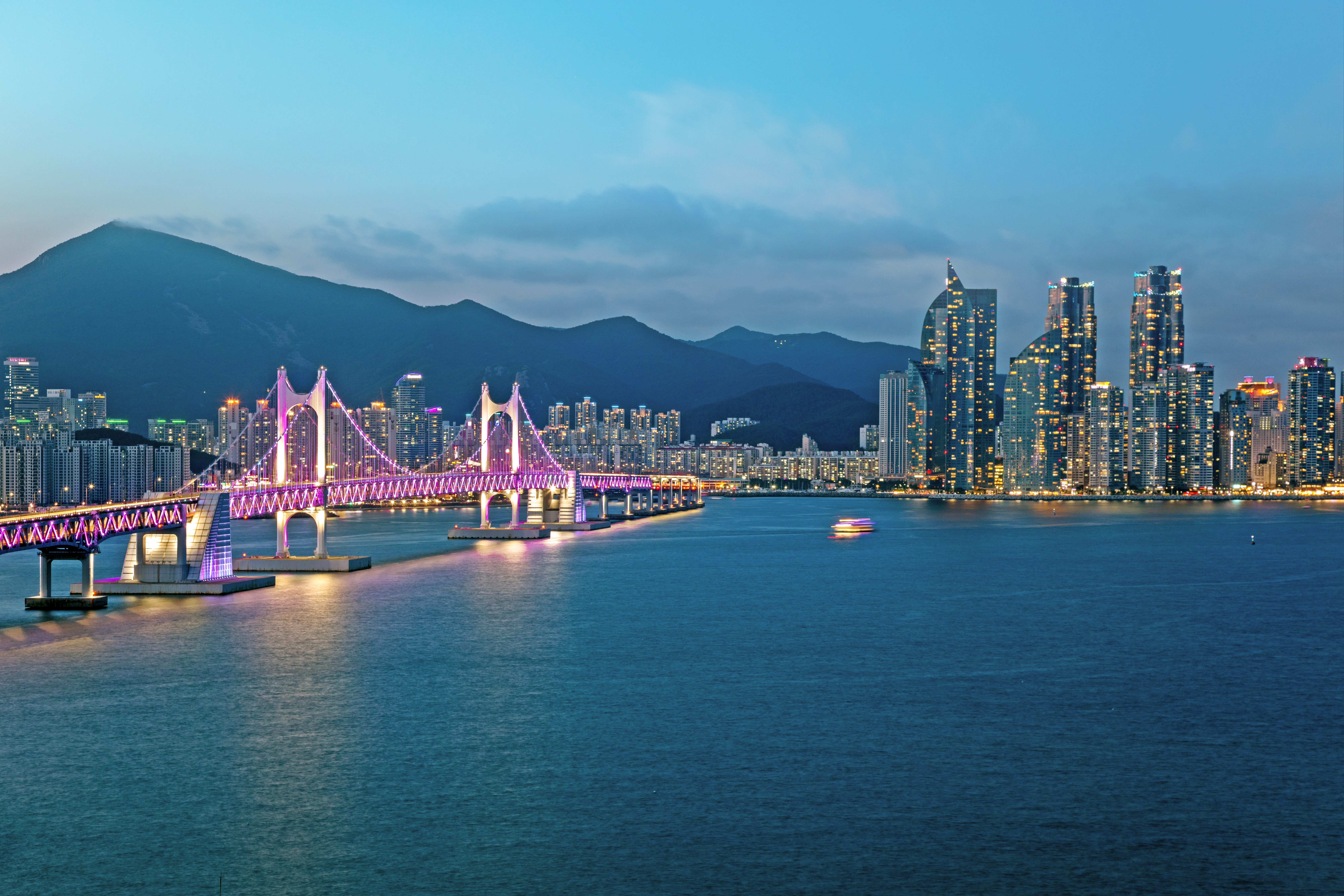
Busan
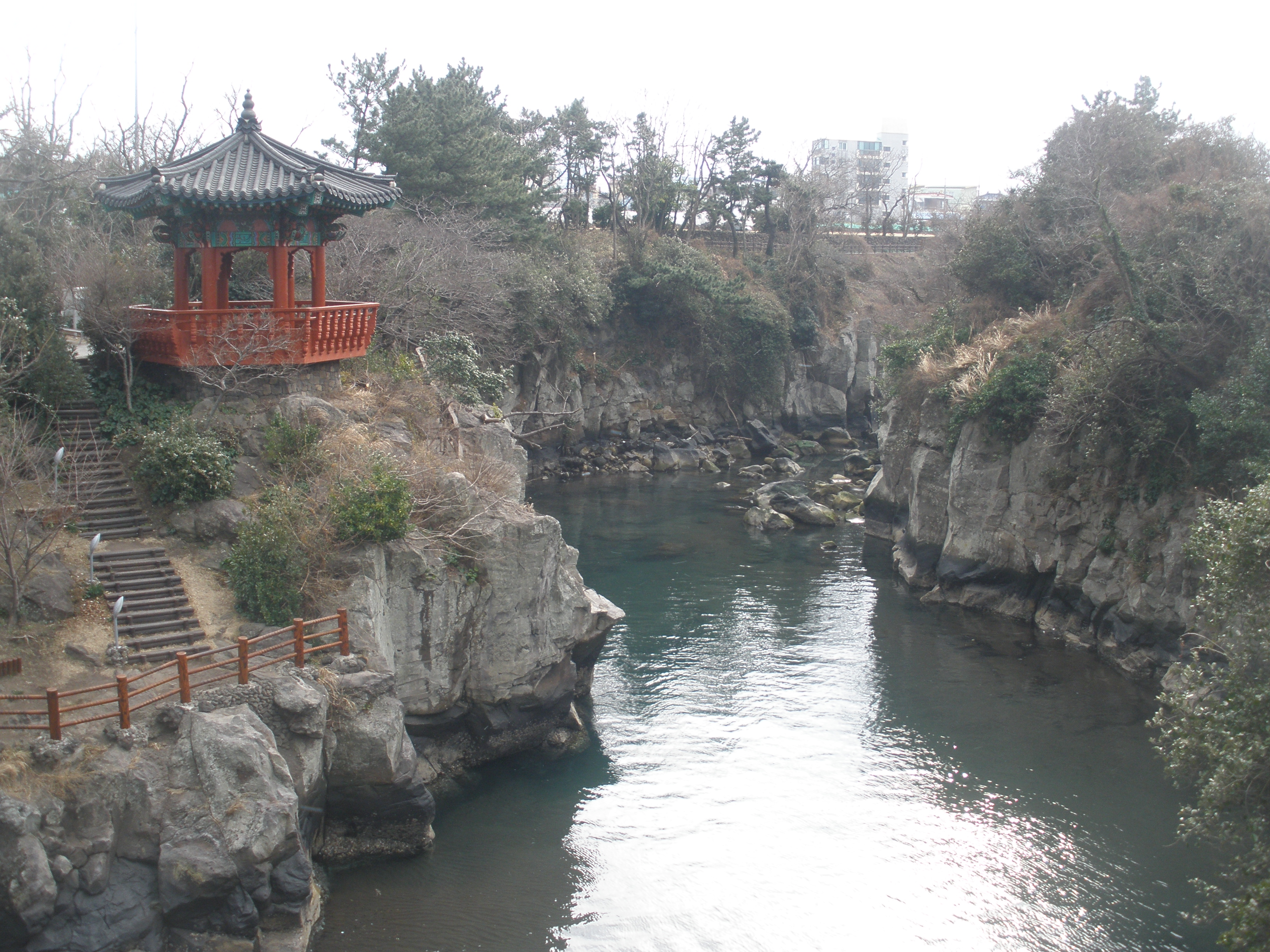
Jeju